# Dorfkirche Przywodzie
Die römisch-katholische Dorfkirche in  Przywodzie (deutsch Fürstensee) in der Gmina Przelewice hat eine bemerkenswerte Holzbalkendecke.

## Geschichte
Eine Kirche ist erstmals 1337 erwähnt, doch der heute erhaltene Bau stammt aus dem 15. Jahrhundert. Mit der Reformation wurde sie im Jahre 1540 evangelisch. Das Kirchenpatronat hatte die pommersche Familie von Wedel inne. Die polychrome Holzdecke stammt von  1787.
Mit der Polonisierung der Region wurde die Kirche 1946 eine katholische Kirche, die heute der Verkündigung der Jungfrau Maria gewidmet ist.

## Baubeschreibung
Die Kirche ist ein kleines, hallenförmiges Gebäude mit rechteckigem Grundriss, erbaut aus Feldstein und Ziegel ohne Chor, und ist damit typisch für die ländliche Sakralarchitektur des mittelalterlichen Vorpommerns. Der Baustil hat Beziehungen zur Baukunst der Zisterzienser. Die bescheidene Kirche wurde mit zwei dreieckigen Giebeln verzieren. Der westliche Giebel ist durch drei längliche Blenden mit spitzen Abschlüssen gegliedert und trägt Fialen. Der östliche siebenachsige Giebel ist ähnlich verziert, jedoch mit einer dichteren Gliederung der Blenden und mit einem kleinen Glockentürmchen in er Mittelachse. Das Innere der Kirche wird durch schmale, spitze Fenster erhellt. Die Eingänge befinden sich in zwei spitzbogigen Portalen in der Mitte der West- und Südwand. Bemerkenswert ist die polychrome Holzbalkendecke, die in Einklang mit der barocken Innenausstattung steht und heute selten in der Region ist.